# Jessica Dempsey

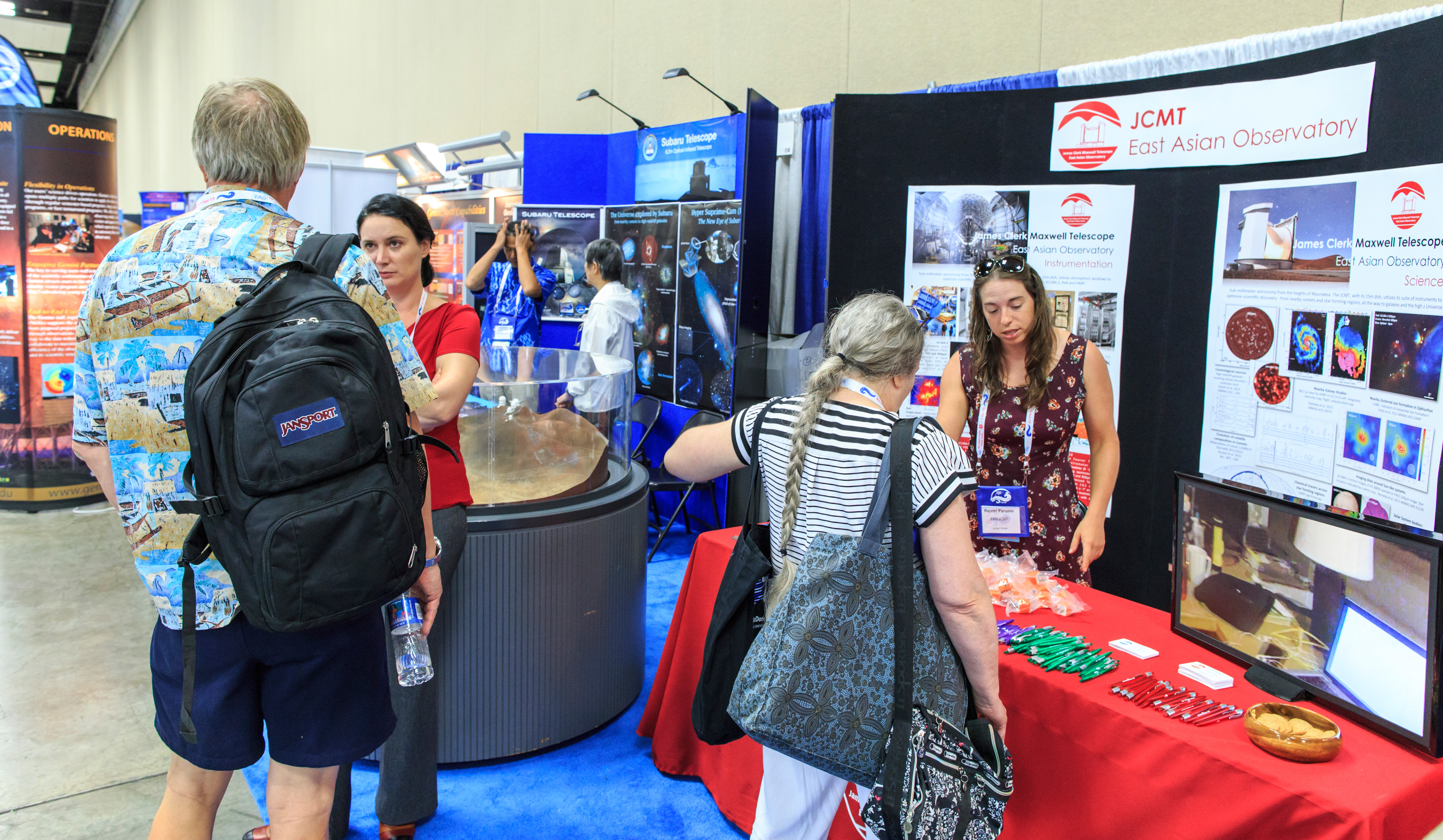
Jessica Dempsey (tweede van links) in 2015

Jessica Tui Dempsey (1978) is een Australische sterrenkundige. Ze is sinds mei 2022 directeur van het NWO-instituut ASTRON. Sinds november 2023 is ze bijzonder hoogleraar Ethiek van astronomie aan de Radboud Universiteit.

## Opleiding en carrière
Jessica Dempsey studeerde zowel theater- en filmwetenschap als astrofysica aan de University of New South Wales in Sydney, Australië. In 1999 behaalde ze haar bachelor-diploma in de sterrenkunde. In 2004 promoveerde ze bij John W. V. Storey op onderzoek naar optische astronomie op de Zuidpool. De titel van haar proefschrift was The view from the ice at the bottom of the world: Optical astronomy from Antarctica.
Tussen 2000 en 2005 was Dempsey elke zomer op een onderzoeksstation op de Zuidpool om sterrenkundige instrumenten te bouwen en te testen. In 2005 overwinterde ze op de Zuidpool en zorgde ze voor een experiment dat de kosmische achtergrondstraling bestudeerde.
Dempsey was van 2007 tot 2022 verbonden aan het East Asian Observatory en diens voorloper het Joint Astronomy Centre in Hawaï. Eerst was ze instrumentatie-wetenschapper, daarna hoofd bedrijfsvoering en uiteindelijk adjunct-directeur. Ze werkte op Hawaï onder andere met de James Clerk Maxwell Telescope.
In mei 2022 werd Dempsey directeur van het NWO-instituut ASTRON. In november 2023 werd ze bijzonder hoogleraar Ethiek van astronomie aan de Radboud Universiteit.
Dempsey is een voorvechter van meer diversiteit, gelijkheid en kansen in de sterrenkunde. Ze wil onder andere ASTRON toegankelijker maken voor lokaal talent en meer kinderen betrekken bij het instituut. Ook deed ze eind 2023 een video-oproep aan mensen, media en organisaties om vrouwen te bereiken die momenteel worden benadeeld door het systeem.

## Onderzoek
Dempsey is gespecialiseerd in radio-interferometrie. Haar wetenschappelijke focus ligt op het in kaart brengen van de verschillende moleculen in de Melkweg met behulp van overzichtstudies. Dempsey was lid van het Event Horizon Telescope-team dat voor het eerst een zwart gat vastlegde.

## Overig
Toen Dempsey begin twintig was, maakte ze carrière als actrice. Ook was ze blues- en jazzzangeres. Ze groeide op in de Australische bush en zette als eerste Australische vrouw voet op de Zuidpool.